# María Cruz Díaz
María Cruz Díaz García (24 ottobre 1969) è un'ex marciatrice spagnola.

## Palmarès

### Europei
- 1 medaglia:
  - 1 oro (Stoccarda 1986 nella marcia 10 km)

### Europei indoor
- 1 medaglia:
  - 1 bronzo (Budapest 1988 nella marcia 3 km)

### Mondiali under 20
- 1 medaglia:
  - 1 oro (Sudbury 1988 nella marcia 5 km)